# Mezoamerički kalendari
Mezoamerički kalendar je tip kalendara kojim su narodi pretkolumbovske Mezoamerike pratili prolazak vremena. On koristi dva posebna, ali preklopljena ciklusa: solarni kalendar s 365 dana i obredni kalendar s 260 dana. Ovim kalendarima proizvodi se jedinstveno ime za svaki dan tijekom ciklusa od (blizu) 52 godine, koji se zove Kalendarski krug (ili obilazak).
Ovakvu vrstu kalendara su u raznim inačicama rabile sve različite etničke grupe Mezoamerike. Korištenje ovog tipa kalendara je jedna od kulturnih crta koje je Paul Kirchoff koristio kako bi definirao Mezoameriku kao kulturno područje. To znači da je korištenje mezoameričkog kalendara osobito za Mezoameriku i ne može se naći izvan njenih granica.
Uporaba mezoameričkog kalendara posvjedočena je još oko 500. pr. n. e. kada je već bio u potpunosti definiran. U uporabi je bio tijekom cijelog pretkolumbovskog razdoblja, sve do dolaska Španjolaca koji su donijeli julijanski kalendar. Čak i nakon kolonizacije Mezoamerike kalendar je ostao u uporabi među nekim domorodačkim zajednicama, npr. K'iche' Maje iz Gvatemale i Mixe iz Oahake.

## Povijest
Točno podrijetlo računanja od 260 dana nije poznato, ali je izloženo nekoliko teorija.
Moguće je da kalendar potječe iz matematičkih operacija na osnovi brojeva trinaest i dvadeset, koji su za Maje bili značajni. Umnožak ta dva broja iznosi 260. Druga teorija je da to razdoblje potječe od trajanja ljudske trudnoće. On je blizu prosječnom broju dana između prvog propuštenog menstrualnog razdoblja i rođenja, za razliku od Naegeleovog pravila da između posljednje mjesečnice i rođenja prođe 40 tjedana (280 dana). Postulirano je da su prvobitno babice razvile ovaj kalendar kako bi predvidjele dan rođenja.
Treća teorija proistječe iz razumijevanja astronomije, geografije i paleontologije. Mezoamerički kalendar vjerojatno je nastao među Olmecima, čije je naselje postojalo u Isapi (Izapa) u jugoistočnoj meksičkoj državi Chiapas, prije 1200. pr. n. e. Tamo, na geografskoj širini od 15° sjever, Sunce prolazi kroz zenit ("vrh" neba, pod kutom od 90° u odnosu na horizont) dva puta godišnje, s razmakom od 260 dana. Na ovom i drugim lokalitetima pronađeni su gnomoni, kojima se uglavnom pratila putanja Sunca i osobito zenitalni prolasci. Sveti almanah mogao je biti "pokrenut" 13. kolovoza 1359. pr. n. e. u Isapi. Vincent H. Malmström, geograf koji je sugerirao ovo mjesto i dan objasnio je svoje razloge:

(1)Astronomski, ono leži na jedinoj latitudi u Sjevernoj Americi gdje se može izmjeriti interval od 260 dana (duljina "čudnog" svetog almanaha korištenog diljem regije u pretkolumbovskim vremenima) između okomitih Sunčevih pozicija, interval koji počinje 13. kolovoza, na dan za koji su narodi Mezoamerike vjerovali da je tada stvoren sadašnji svijet; (2) Povijesno, to je bilo jedino mjesto na ovoj geografskoj širini koje je bilo dovoljno staro kako bi bilo kolijevka svetog almanaha, za koji se u to doba (1973.) mislilo da potječe iz 4. ili 5. stoljeća pr. n. e.; i (3) Geografski, to je bilo jedino mjesto na odgovarajućoj usporednici koje leži u ekološkom žarištu tropske nizine gdje žive bića poput aligatora, majmuna i iguana,  koji su korišteni kao imena dana u svetom almanahu.

Malmstrem također nudi jake argumente protiv oba prethodna objašnjenja.
Postoji i četvrta teorija, da je kalendar zasnovan na usjevima. Od sjetve do žetve ima oko 260 dana.

## Obredni kalendar od 260 dana
U ciklusu od 260 dana, 20 imena za dane se uparuje s 13 brojeva za dane, što daje ciklus od 260 dana. Ovaj ciklus je rabljen za proricanje, predviđanje sretnih i nesretnih dana. U mezoameričkim kulturama dan rođenja je također rabljen za davanje imena ljudima i bogovima, neke kulture su rabile samo kalendarsko ime, dok su ga druge kombinirale s osobnim imenom. Svakim znakom za dan predsjedao je neki bog, a mnogi znakovi su imali veze s prirodnim fenomenima.

### Trecenas
Razdoblje od 260 dana bilo je podijeljeno u razdoblja od 13 dana, koja su se na španjolskom nazivala trecena (nije poznata domorodačka riječ za ovo razdoblje). Dani tresene su brojeni od 1 do 13 (osim u području Tlapaneka gdje su brojeni od 2 do 14). Prvi dan tresene i bog koji mu je bio zaštitnik vladali su nad svih trinaest dana. Ako je prvi dan tresene bio povoljan i ostalih 12 dana su bili takvi.

## Kalendarski krug
Za većinu Mezoamerikanaca bio je najznačajniji Kalendarski krug od 52 godine, izgleda s iznimkom mayanske elite do kraja Klasične ere, koja je davala jednaki značaj Mezoameričkom kalendaru Dugog brojenja (ili Dugog odbrojavanja, broja, računa, izbrojka, engl. Long Count). Obredi Kalendarskog kruga bi bili održavani krajem svakog obilaska 52 godine, sve vatre su bile gašene, stari lonci razbijani a ceremonija nove vatre je označavala novi početak.

## Dugo brojenje (odbrojavanje, izbrojak)
Spomenuti kalendari od 365 i 260 dana imenovali su dane, ali ne i godine. Njihova kombinacija je bila dovoljna za potrebe većine ljudi, jer se ponavljala tek za 52 godine, što je bilo dulje od prosječnog životnog vijeka. Za označavanje nadnevaka u duljim razdobljima, Mezoamerikanci su osmislili kalendar Dugog brojenja. Ovaj kalendarski sustav vjerojatno su razvili Olmeci i kasnije usvojile Maje. Uporaba dugog brojenja je najbolje posvjedočena među klasičnim Majama, nije poznato da su je koristile srednjomeksičke kulture.
Kalendar Dugog brojenja identificira nadnevak brojenjem dana od 11. kolovoza 3114. pr. n. e. po proleptičkom gregorijanskom kalendaru odnosno 6. rujna 3114. pr. n. e. po julijanskom (-3113. po astronomski). Umjesto da koristi dekadnu osnovu, kao zapadnjačko brojenje, dani Dugog brojenja računati su po modificiranoj osnovi 20. To znači da bi 0.0.0.1.5 iznosilo 25 (5×1 + 1×20) a 0.0.0.2.0 je jednako 40 (0×1 + 2×20).

## Korelacije

### 52-godišnji ciklus
Korelacija 52-godišnjeg ciklusa računanja dana s europskim kalendarom je problematična, uglavnom zato što kalendari nisu bili sinkronizirani u svim zajednicama Mezoamerike. Ovo znači da se mora znati podrijetlo kalendara i korelacija osobita za to mjesto. Drugo, to je otežano mogućnošću da ciklus može biti "resetiran" iz političkih razloga, npr. ako je vladar želio označiti svoju vladavinu kao početak nove dinastije. Često se najbolja korelacija može dobiti kada i europski i domaći izvor navode neki nadnevak. Npr. iz španjolskih izvora znamo da je astečka prijestolnica Tenochtitlán pala 13. kolovoza 1521. Domorodački izvori iz središnjeg Meksika slažu se da je ovo bio dan Ce Cohuatl (1 Zmija) u godini Eyi Calli (3 Kuća).

### Dugo brojanje
Predložene su razne metode za pretvaranje nadnevka iz Dugog brojenja u nadnevak po zapadnom kalendaru. Oni uglavnom počivaju na podacima iz španjolskih osvajanja, u kojima su prilično točno poznati zapadni nadnevci i oni po Dugom brojenju.
Korelacija s majanskim kalendarom uglavnom se izražava tako što se navede julijanski nadnevak, tj. pronađe broj dana između ponedjeljka, 1. siječnja 4713. pr. n. e. i početka kreacije 0.0.0.0.0 (4 Ajaw, 8 Kumk'u).
Najprihvaćenija korelacija je "Goodman, Martinez, Thompson"-ova (skraćeno GMT). Po njoj se nadnevak kreacije 0.0.0.0.0 dogodio 6. rujna 3114. pr. n. e. (julijanski) ili 11. kolovoza 3114. pr. n. e. (gregorijanski), što je julijanski nadnevak 584.283. Ova korelacija se slaže s astronomskim, etnografskim, povijesnim i podacima od karbonskog datiranja. Ipak, predlagane su i neke druge korelacije, koje su uglavnom od povijesnog interesa, osim one koju je predložio Floyd Lounsbury, koja je dva dana nakon GMT korelacije (pogledati i Malstremovu teoriju, gore) i koju koriste neki proučavatelji Maja, npr. Linda Schele.

## Majanski kalendar
Majanska inačica kalendara od 260 dana znanstvenicima je općepoznata kao Tzolk'in (po revidiranom pravopisu, također i Tzolkin). Colkin je kombiniran s kalendarom od 365 dana (poznat kao Haab, ili Haab'), tako da formira ciklus od 52 Haaba, koji se zove Kalendarski krug. Manji ciklusi od 13 dana (trecena) i 20 dana (veintena) bili su važne komponente ciklusa Tzolkin odn. Haab. Pet nesretnih dana na kraju godine su nazivani Wayeb'.
Klasične Maje, ne i postklasične planinske Maje, su također koristile Dugo brojenje za bilježenje nadnevaka u razdobljima duljim od 52 godine. Mnogi majanski natpisi Dugog brojenja dopunjeni su tzv. Lunarnim nizovima, još jednim oblikom kalendara koji daje informaciju o Mjesečevoj mijeni i položaju Mjeseca u polugodišnjem ciklusu lunacija.
Također je uziman u obzir i Venerin ciklus od 584 dana, kojim je praćena pojava Venere kao večernje i jutarnje zvijezde. Mnogi događaji u ovom ciklusu smatrani su nepovoljnim i štetnim, pa je povremeno namještano da ratovanje koincidira s fazama ovog ciklusa.
Praćeni su i drugi, manje utjecajni ili slabije shvaćeni ciklusi, kao i kombinacije i kalendarske progresije. S nekih natpisa je poznat obračun od 819 dana; također i ponavljajući skupovi intervala od 9 i 13 dana povezani s različitim skupinama božanstava, životinja i drugih značajnih koncepata.

## Srednjomeksički kalendar
Srednjomeksički kalendarski sustav najbolje je poznat u obliku kakav su koristili Asteci, ali slične kalendare su koristili i Mixtec, Zapoteci, Tlapaneci, Otomi, Matlatzinca, Totonaci, Huasteci, P'urhépecha i u Teotihuakanu. Glavna razlika ovih kalendara u odnosu na majanski je u tome što oni ne koriste Dugo brojenje za utvrđivanje nadnevaka u širem okviru od 52-godišnjeg ciklusa.
Asteci su cikluse od 365 i 260 dana nazivali xiuhpohualli (broj godine) odnosno tonalpohualli (broj dana). Veintena je nazivana metzli (Mjesec), a pet nesretnih dana na kraju solarne godine nemontemi.

### Drugi ciklusi
Bilježeni su i drugi ciklusi, poput lunarnog kalendara, kao i ciklusi nekih drugih nebeskih tijela, osobito Venere.

## Fusnote
1. ↑  Marcus.
2. ↑  Mesoamerica: Our Region. Mesoamerica. Inačica izvorne stranice arhivirana 21. listopada 2006. Pristupljeno 13. siječnja 2014.. Paul Kirchhoff coined the term, Mesoamerica in 1943 from the Greek mesos or "center" and America.
3. ↑  Caso 1971 p.333
4. ↑  See Coe (1987) p.47; Miller and Taube (1993) p.48
5. ↑  Malmström (1997), and http://www.dartmouth.edu/~izapa/izapasite.html  Arhivirana inačica izvorne stranice od 3. rujna 2012. (Wayback Machine)
6. ↑  Stockton.
7. ↑  Balkansky.

## Vanjske poveznice
(na engleskom:)
- Maya Cycles of Timena
- Strange Horizons Articles: Mesoamerican Calendars  Arhivirana inačica izvorne stranice od 15. siječnja 2014. (Wayback Machine)
- Maya Astronomy  Arhivirana inačica izvorne stranice od 6. lipnja 2007. (Wayback Machine)